# Говърлево
Говърлево (на македонска литературна норма: Говрлево) е село в община Сопище, Северна Македония.

## География
Разположено е в областта Кършияка в южното подножие на планината Водно.

## История
Край Говърлево местността Церие е открито неолитно селище, в което археологът Милош Билбия открива известната скулптура Адам от Говърлево – най-старият артефакт в Северна Македония.
В XIX век Говърлево е село в Скопска каза на Османската империя. Манастирската църква „Свети Трифон“ е от Възраждането.
Според статистиката на Васил Кънчов („Македония. Етнография и статистика“) от 1900 г. Говорлево е населявано от 280 жители българи християни.
Цялото население на селото е под върховенството на Българската екзархия. По данни на секретаря на екзархията Димитър Мишев („La Macédoine et sa Population Chrétienne“) в 1905 година в Говорлево има 400 българи екзархисти и в селото работи българско училище.
След Междусъюзническата война в 1913 година селото попада в Сърбия.
На етническата си карта от 1927 година Леонард Шулце Йена показва Гувърлева (Guvrleva) като българско мохамеданско село.
На етническата си карта на Северозападна Македония в 1929 година Афанасий Селишчев отбелязва Гавърлево като смесено българо-албанско село.
Според преброяването от 2002 година селото има 30 жители.
| Националност     | Всичко |
| северномакедонци | 28     |
| албанци          | 0      |
| турци            | 0      |
| роми             | 0      |
| власи            | 0      |
| сърби            | 2      |
| бошняци          | 0      |
| други            | 0      |

## Личности
Родени в Говърлево
- Благица Павловска, известна фолк певица